# Golčův Jeníkov (nový zámek)
Nový zámek stojí ve městě Golčův Jeníkov, nedaleko starého zámku a tvrze. Jedná se o nejmladší část tzv. zámeckého komplexu v Golčově Jeníkově. Je chráněn jako kulturní památka České republiky.

## Historie
Zámek byl vystavěn v duchu pozdního baroka v letech 1768–1769 hrabětem Filipem Krakovským z Kolovrat. V letech 1774–1775 prošla úpravou pro potřeby tabákové továrny, za jejíhož zakladatele bývá považován Filip Krakovský nebo jeho syn Leopold Krakovský z Kolovrat, který panství převzal po Filipově smrti v roce 1773. Po smrti Leopolda dochází mezi dalšími členy rodu Krakovských z Kolovrat ke sporům o dědictví a panství v této době řídila administrace. Poté, co továrna přesídlila do Sedlce, sloužil jako vojenský lazaret.
V roce 1817 komplex odkoupila hraběnka Louisa Herbersteinová z Kolovrat, Leopoldova dcera. V letech 1827–1828 jej hrabě Otta z Herbersteinu nechal přestavět v duchu empíru. Otto jej sice vlastnil, ale protože byl nezletilý, tak jej spravoval jeho poručník Hugo von Eger. V této době byl založen také zámecký park. Následně sloužil pro správu panství. Roku 1830 se novou majitelkou stala hraběnka Terezie z Trautmannsdorfu. V 1. polovině 20. století jej vlastnili Milnerové.
Po převzetí moci komunisty přešel zámek v roce 1951 do vlastnictví místního národního výboru. V roce 2011 zámek a park v konkorsu zakoupil Josef Merhout                            . Původní majitel se o zámek nestaral, a proto skončil v exekuci. Od roku 2020 je zámek na prodej.